# Seunongkeumudee
Seunongkeumudee är en kulle i Indonesien.   Den ligger i provinsen Aceh, i den västra delen av landet, 1 800 km nordväst om huvudstaden Jakarta. Toppen på Seunongkeumudee är 231 meter över havet.
Terrängen runt Seunongkeumudee är kuperad.Runt Seunongkeumudee är det ganska tätbefolkat, med 86 invånare per kvadratkilometer. I omgivningarna runt Seunongkeumudee växer i huvudsak städsegrön lövskog.